# بيت العدنة (ذي السفال)

تعديل مصدري - تعديل

بيت العدنة محلة تابعة لقرية النفس، التابعة لعزلة بني عبد الله بمديرية ذي السفال إحدى مديريات محافظة إب في الجمهورية اليمنية، بلغ تعداد سكانها 35 حسب تعداد اليمن لعام 2004.